# Seznam kostelů v Ostravě
V Ostravě se nachází tyto kostely (jsou rozděleny podle městských obvodů):
Heřmanice
- Kostel svatého Marka

Hrabová
- Kostel svaté Kateřiny

Hrabůvka
- Kostel Panny Marie, královny posvátného růžence

Hrušov
- Kostel svatého Františka a Viktora

Krásné Pole
- Kostel svaté Hedviky

Kunčičky
- Kostel svatého Antonína Paduánského

Mariánské Hory
- Kostel Panny Marie Královny

Michálkovice
- Kostel Nanebevzetí Panny Marie

Moravská Ostrava
- Evangelický Kristův kostel
- Katedrála Božského Spasitele
- Kostel svatého Josefa
- Kostel svatého Václava

Nová Ves
- Kostel svatého Bartoloměje

Plesná
- Kostel svatého Jakuba Staršího

Polanka nad Odrou
- Kostel svaté Anny

Poruba
- Kostel svatého Mikuláše

Proskovice
- Kostel svatého Floriána

Přívoz
- Kostel Neposkvrněného početí Panny Marie

Pustkovec
- Kostel svatého Cyrila a Metoděje

Radvanice
- Kostel Neposkvrněného početí Panny Marie

Slezská Ostrava
- Kostel svatého Josefa

Stará Bělá
- Kostel svatého Jana Nepomuckého

Svinov
- Kostel Krista Krále

Třebovice
- Kostel Nanebevzetí Panny Marie

Vítkovice
- Kostel svatého Pavla

Výškovice
- Kaple Nanebevzetí Panny Marie

Zábřeh
- Kostel Navštívení Panny Marie
- Kostel svatého Ducha

## Galerie

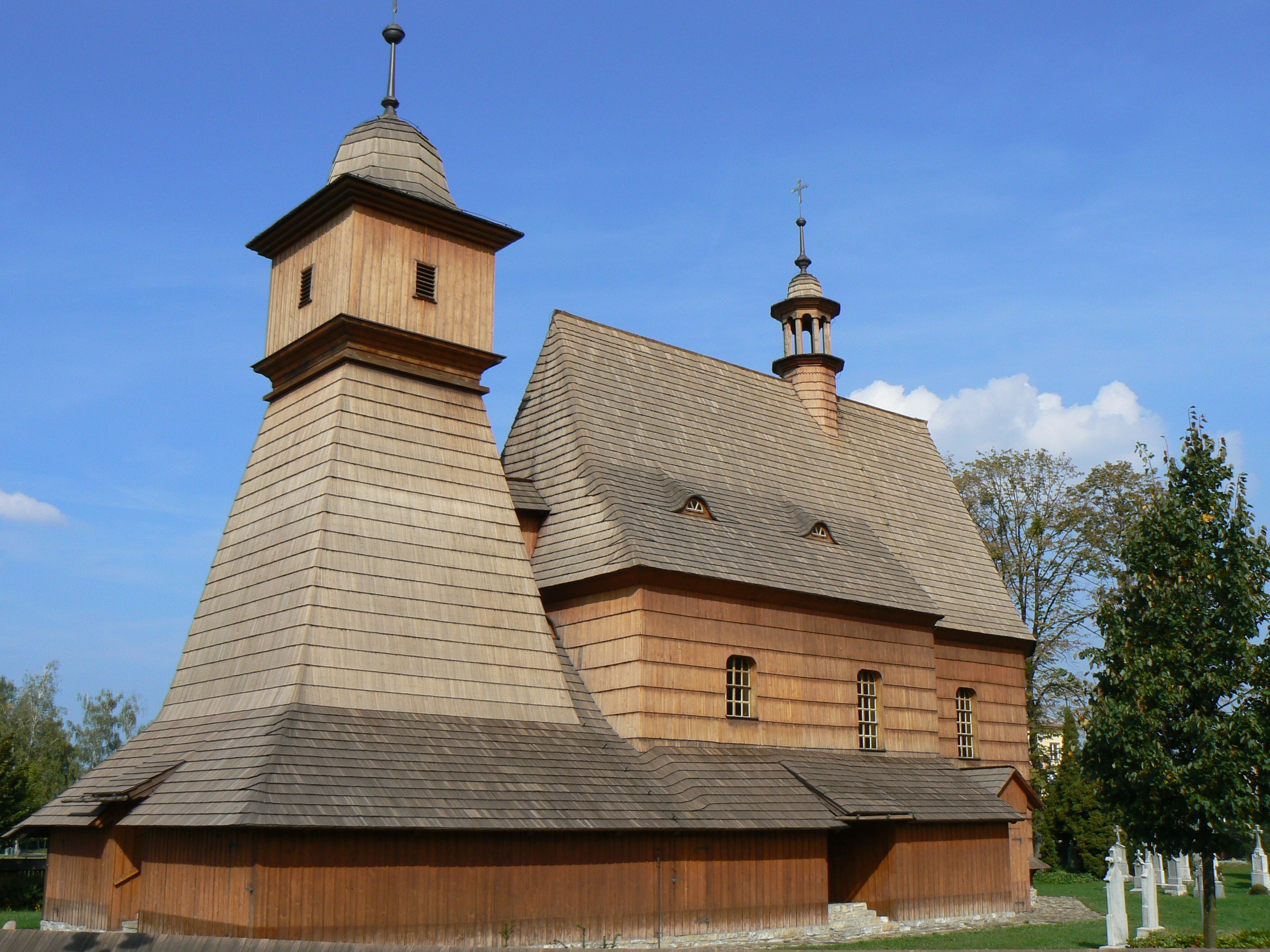
Kostel svaté Kateřiny
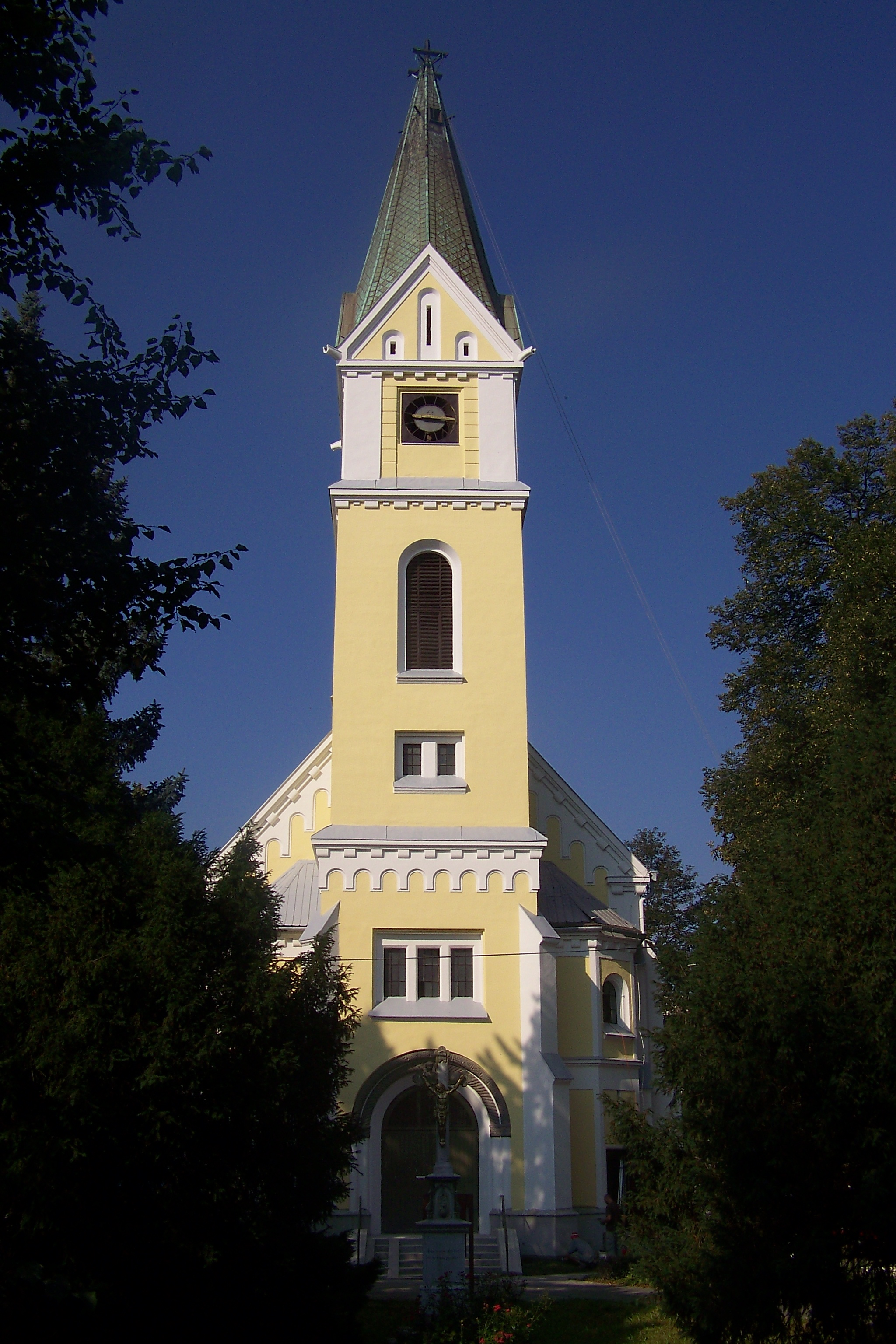
Kostel Panny Marie, královny posvátného růžence
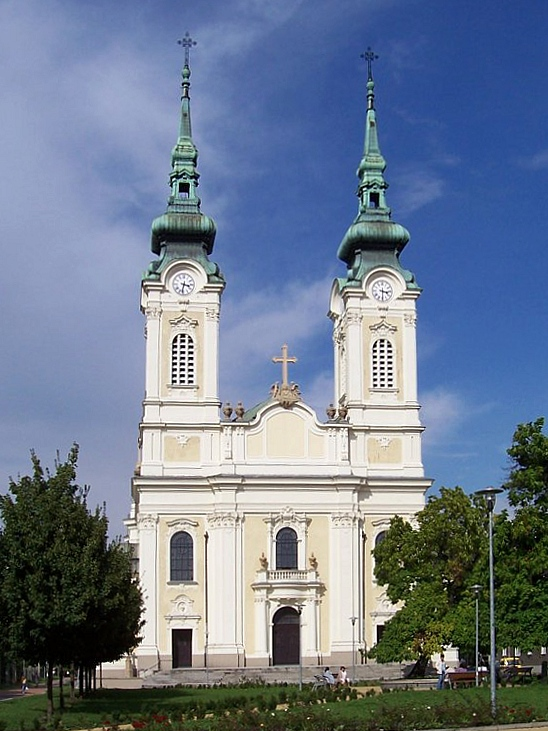
Kostel Panny Marie Královny
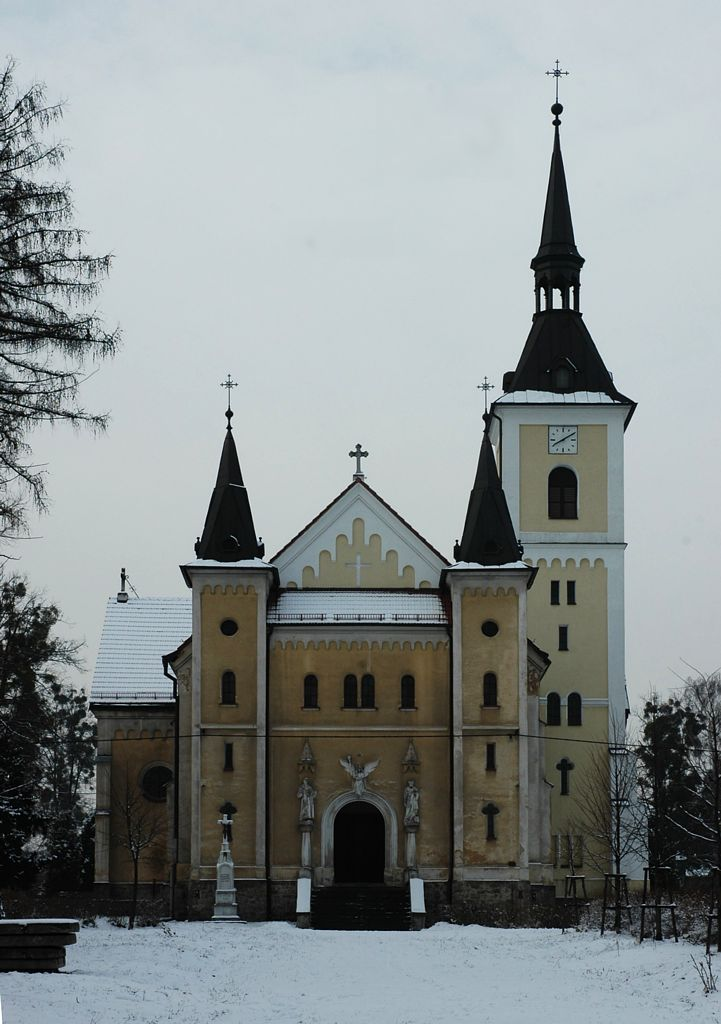
Kostel Nanebevzetí Panny Marie
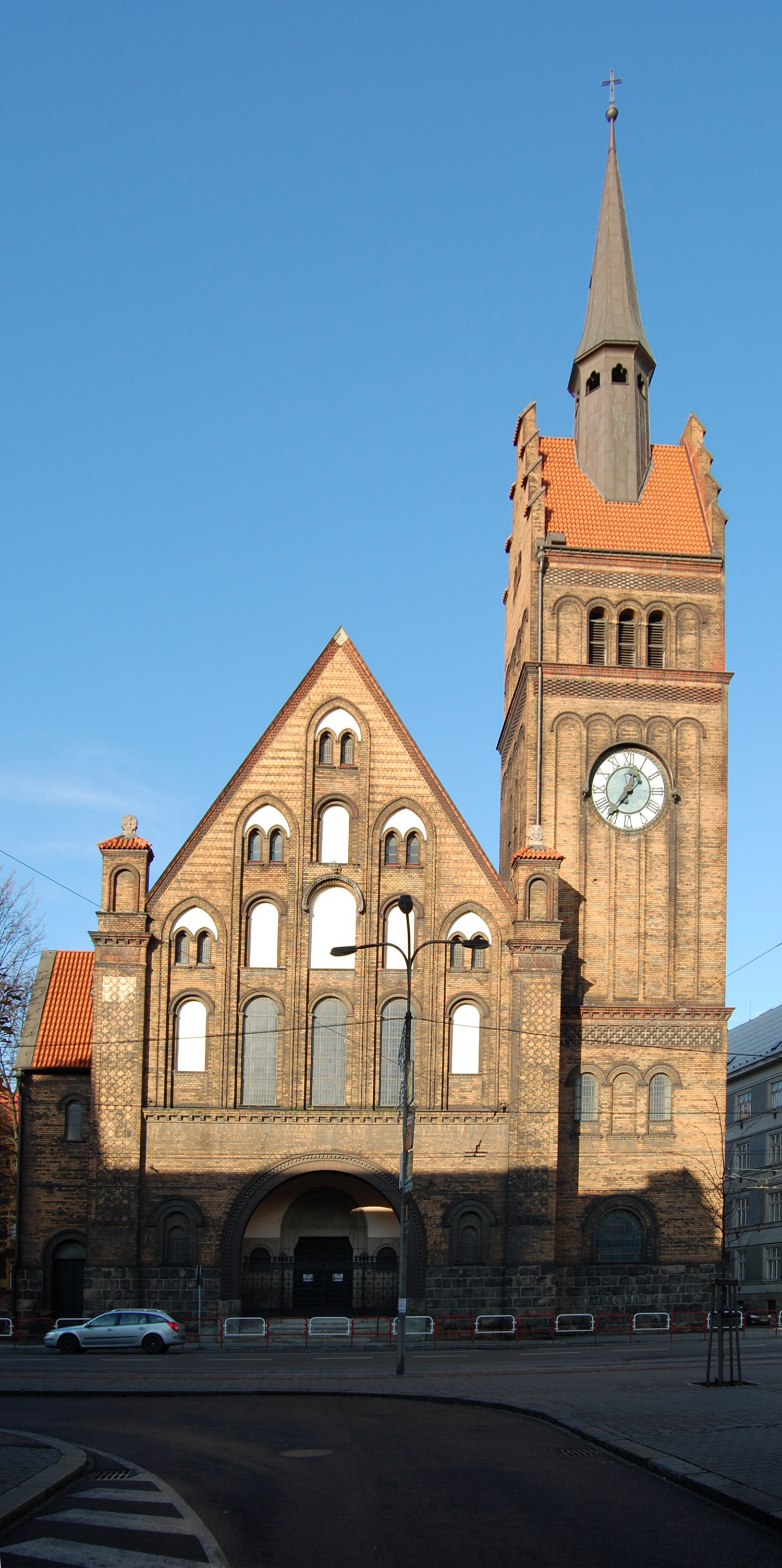
Evangelický Kristův kostel
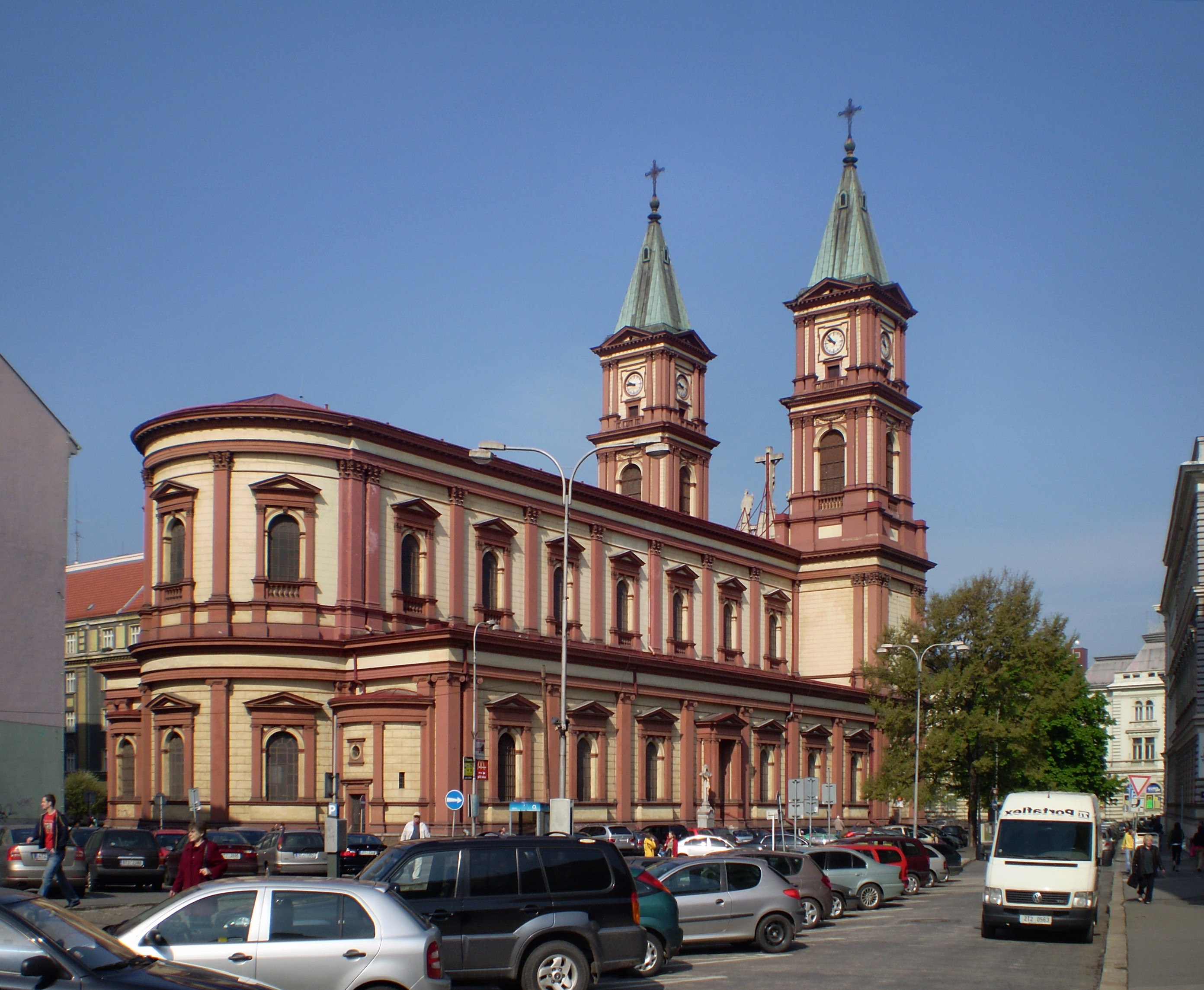
Katedrála Božského Spasitele
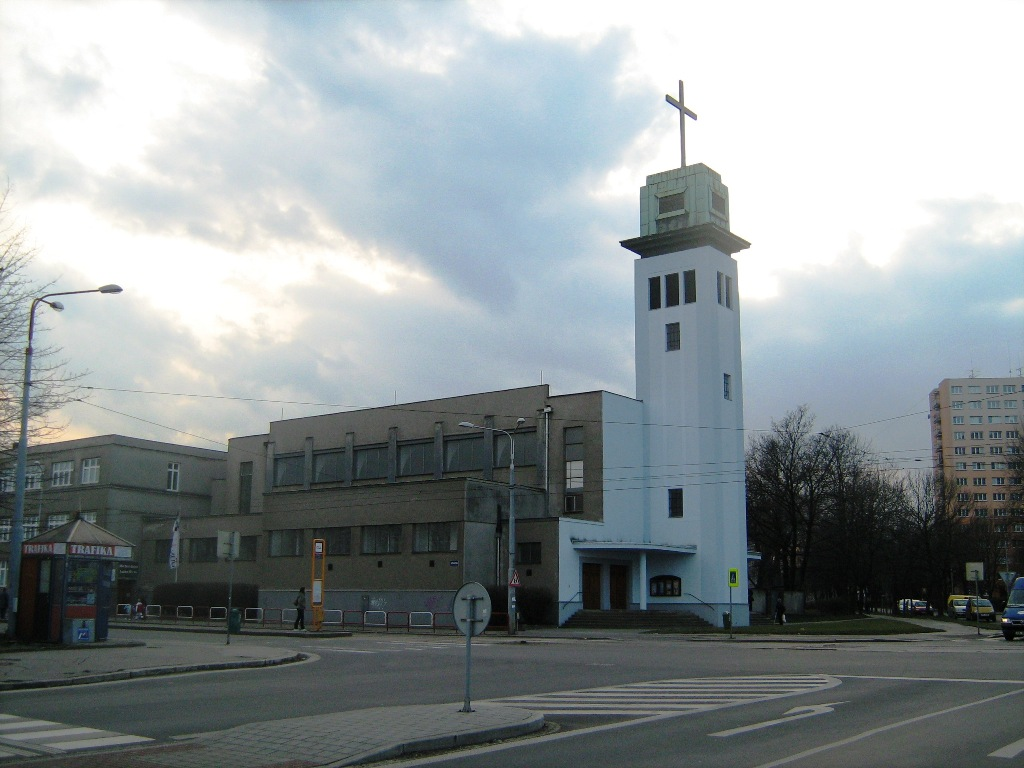
Kostel svatého Josefa
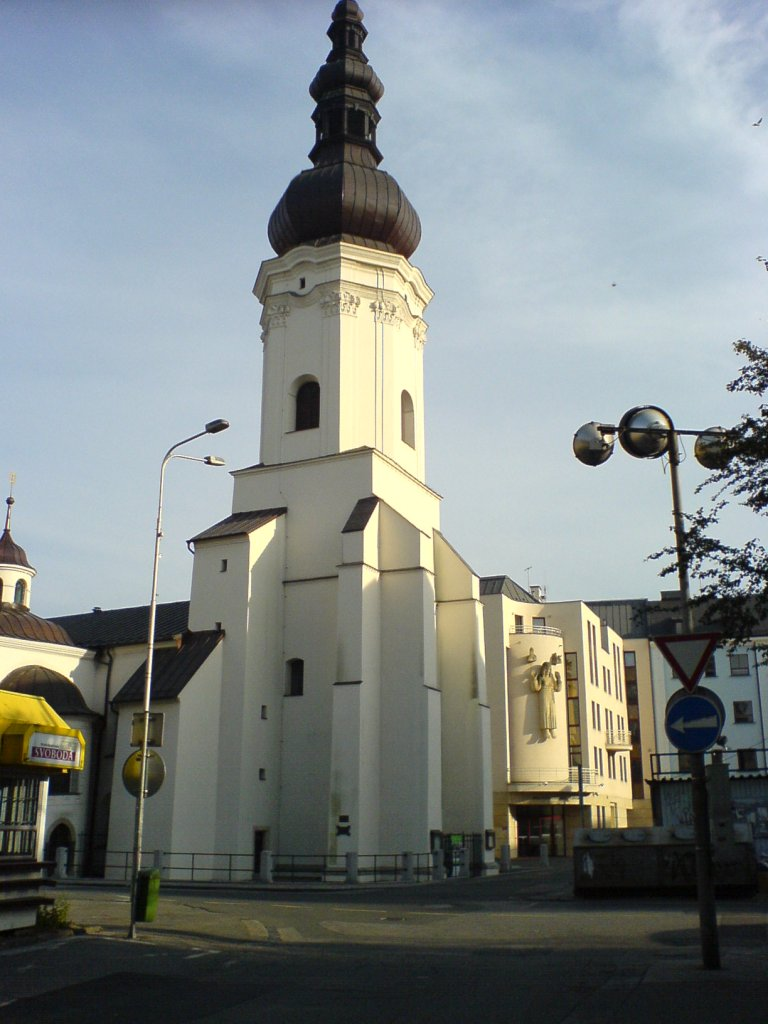
Kostel svatého Václava
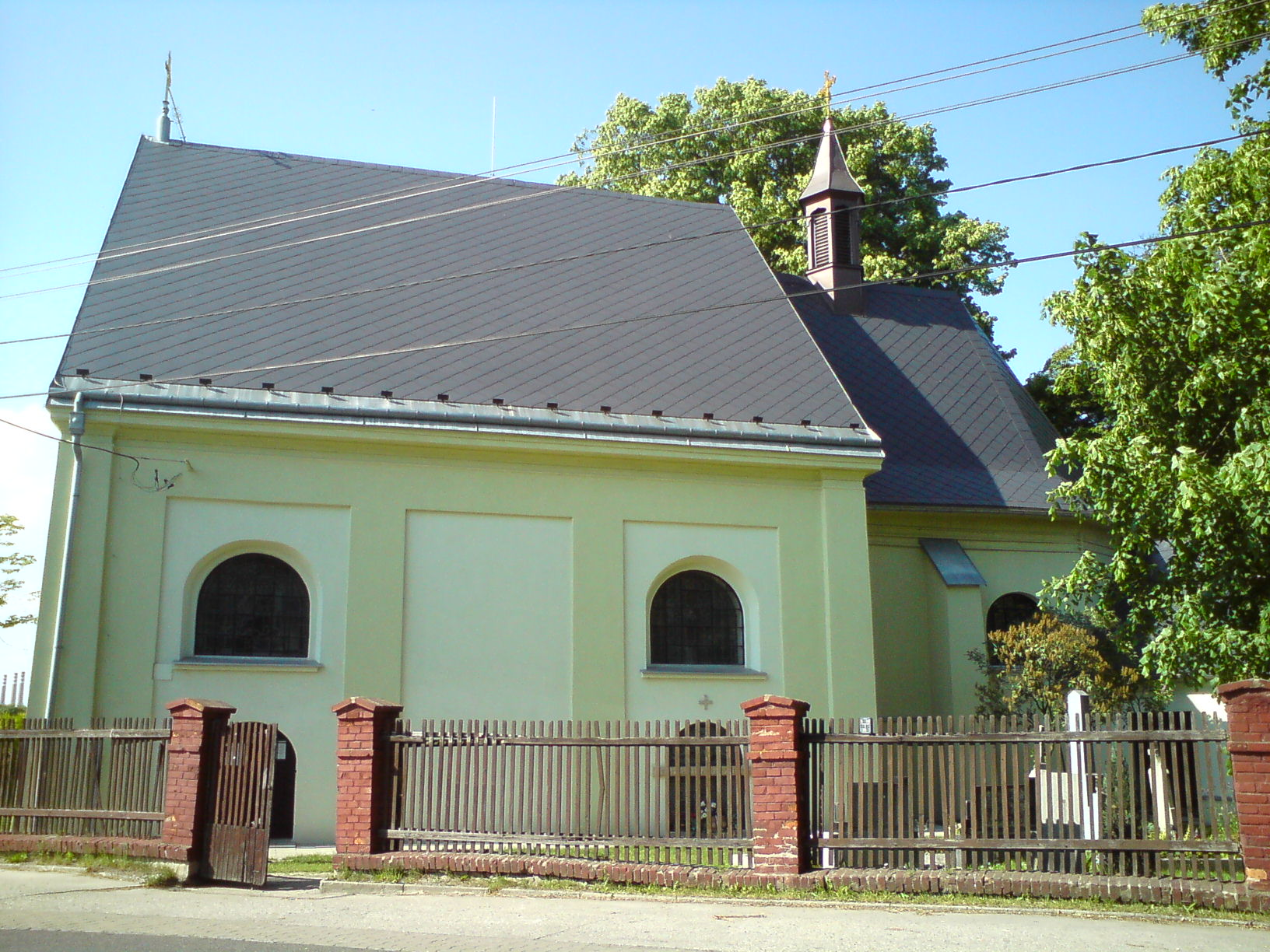
Kostel svatého Bartoloměje
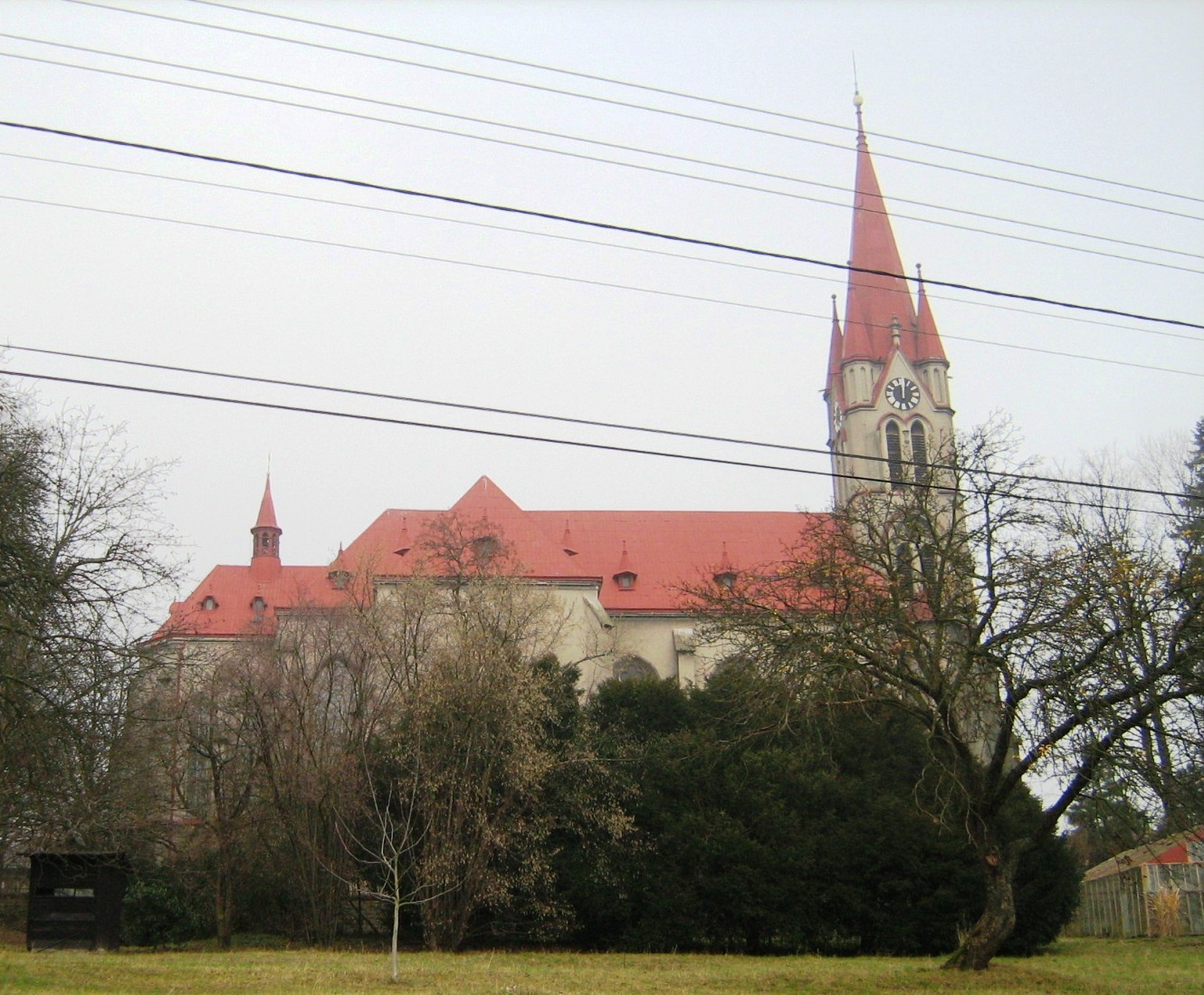
Kostel svaté Anny
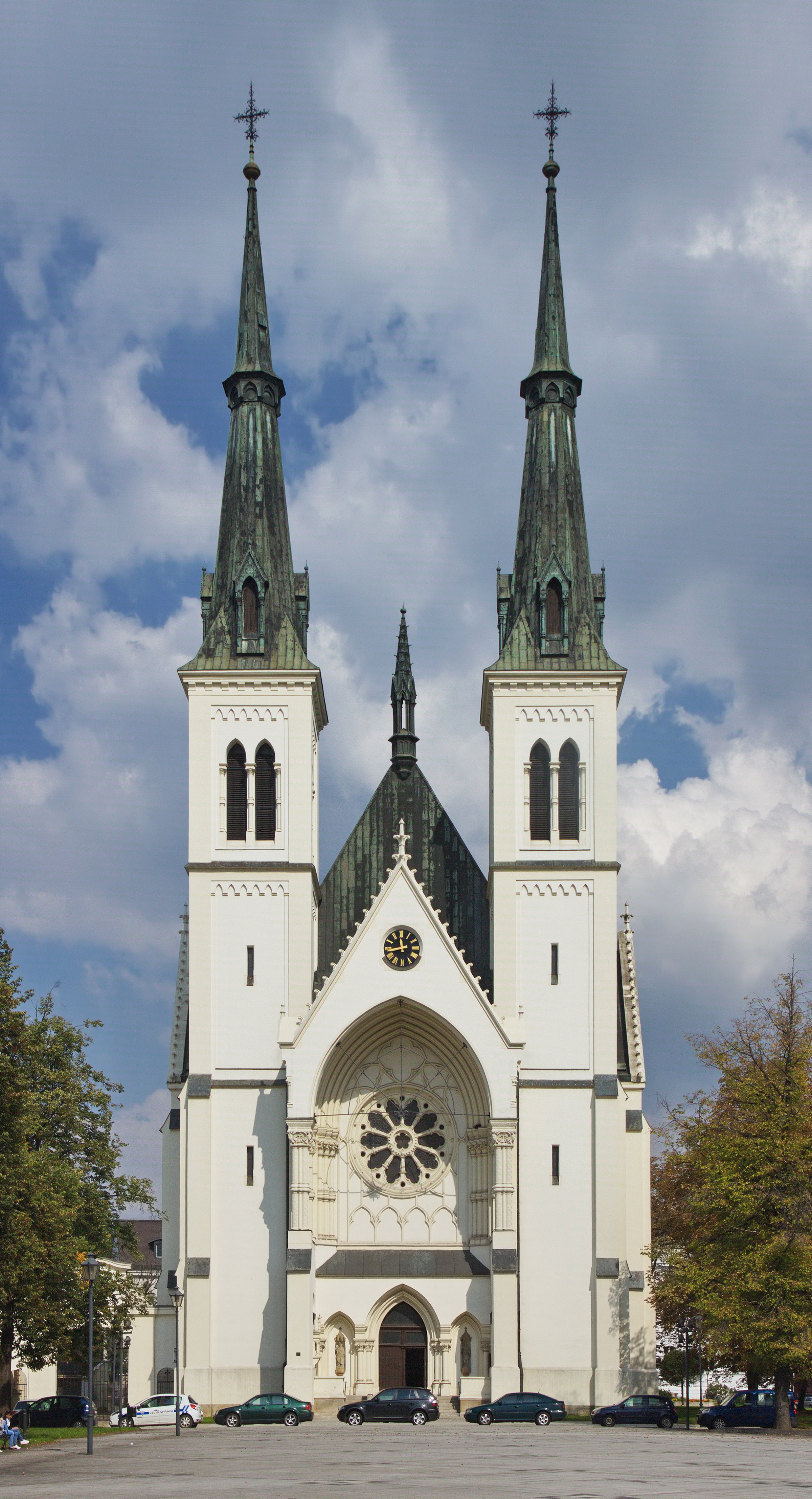
Kostel Neposkvrněného početí Panny Marie
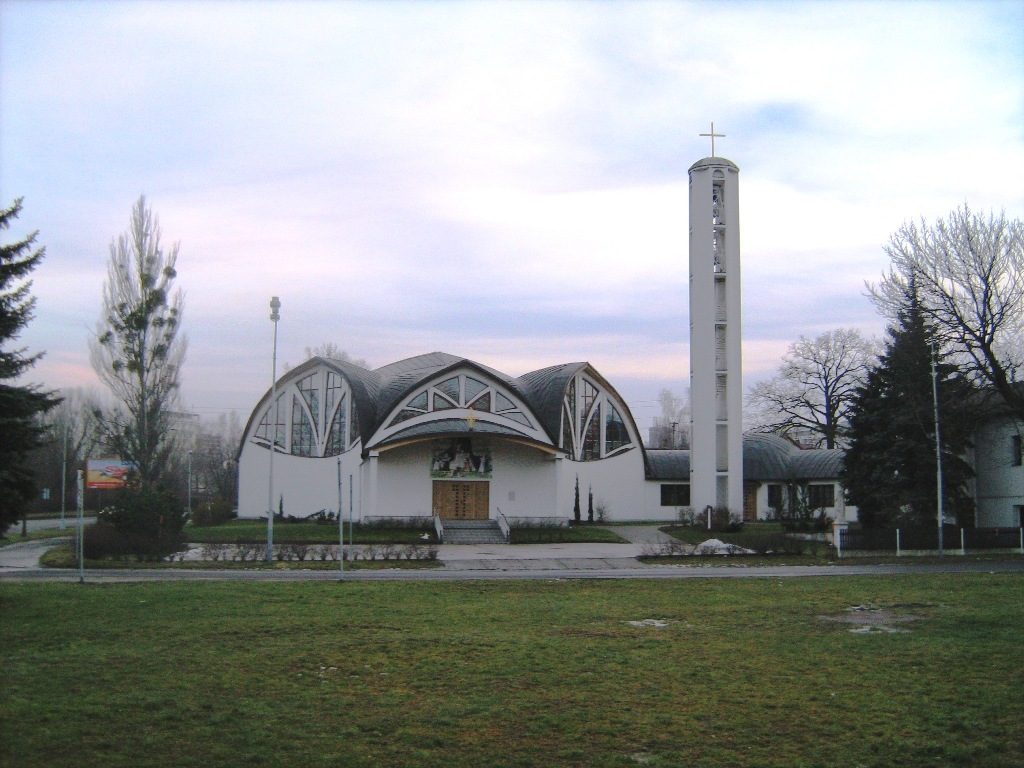
Kostel svatého Cyrila a Metoděje
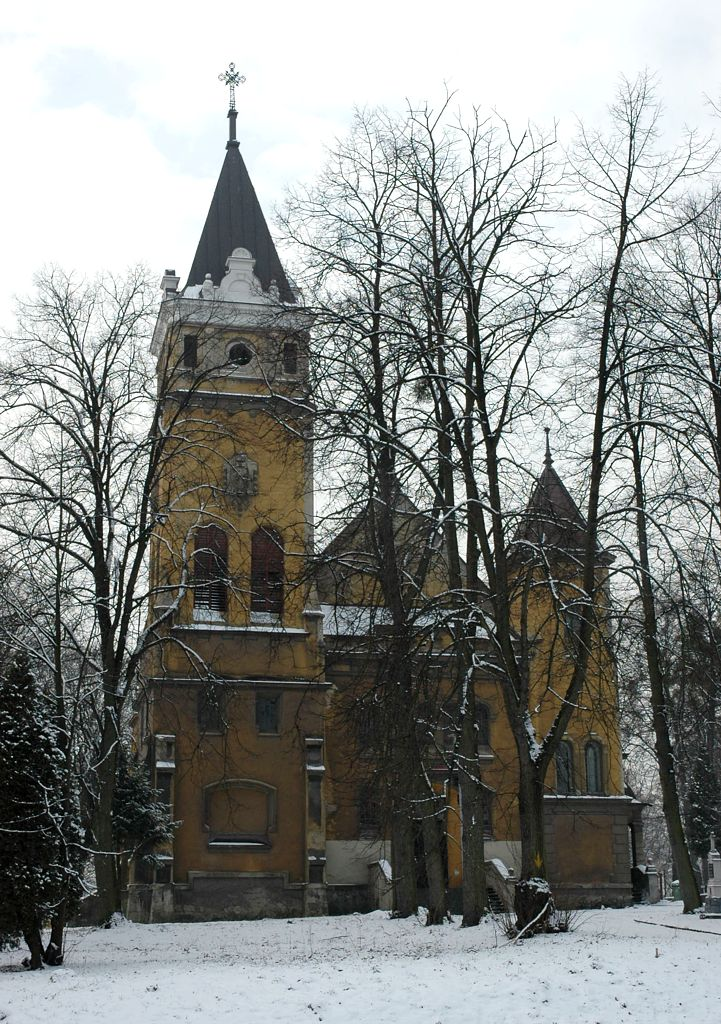
Kostel Neposkvrněného početí Panny Marie
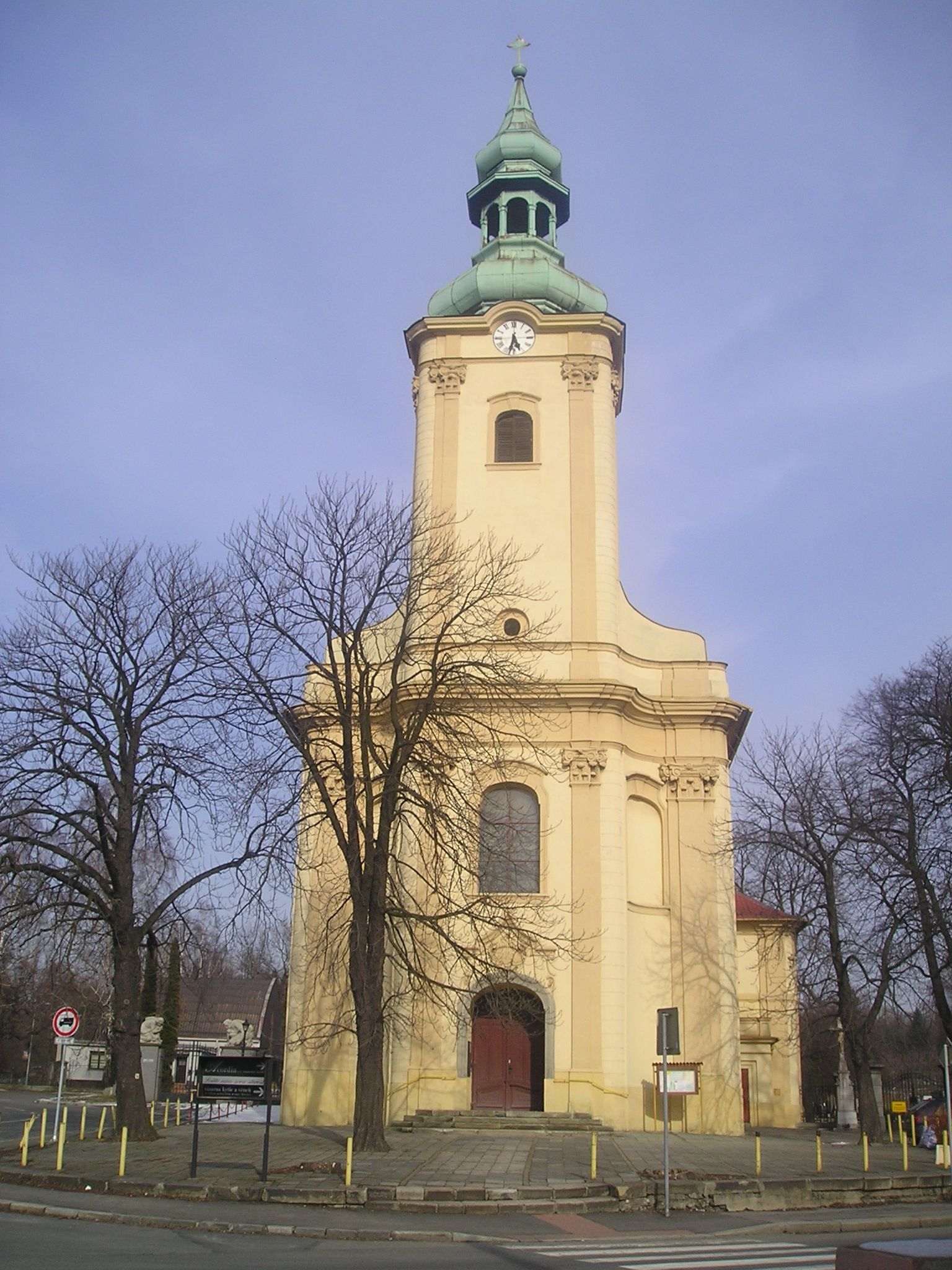
Kostel svatého Josefa
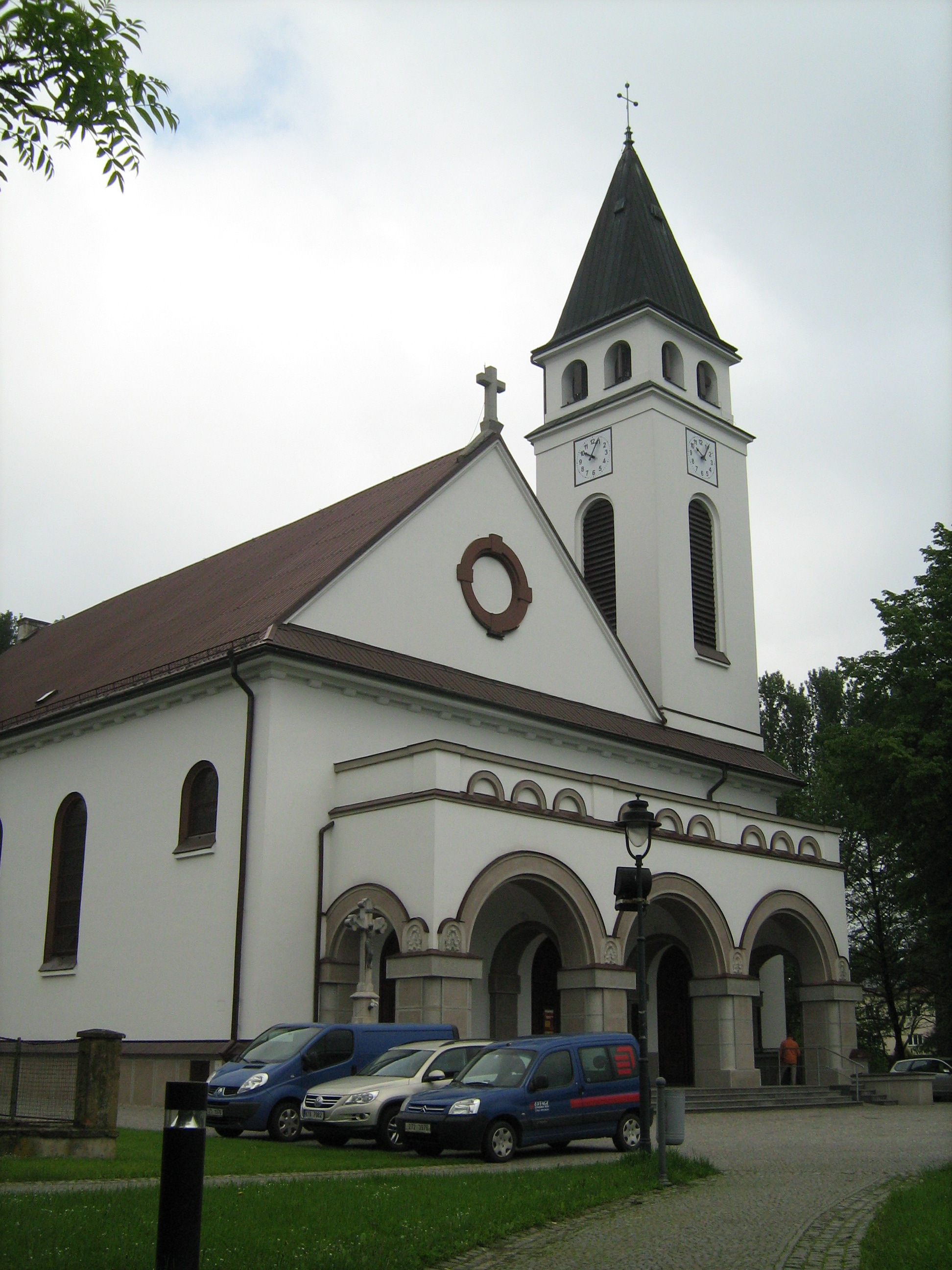
Kostel Krista Krále
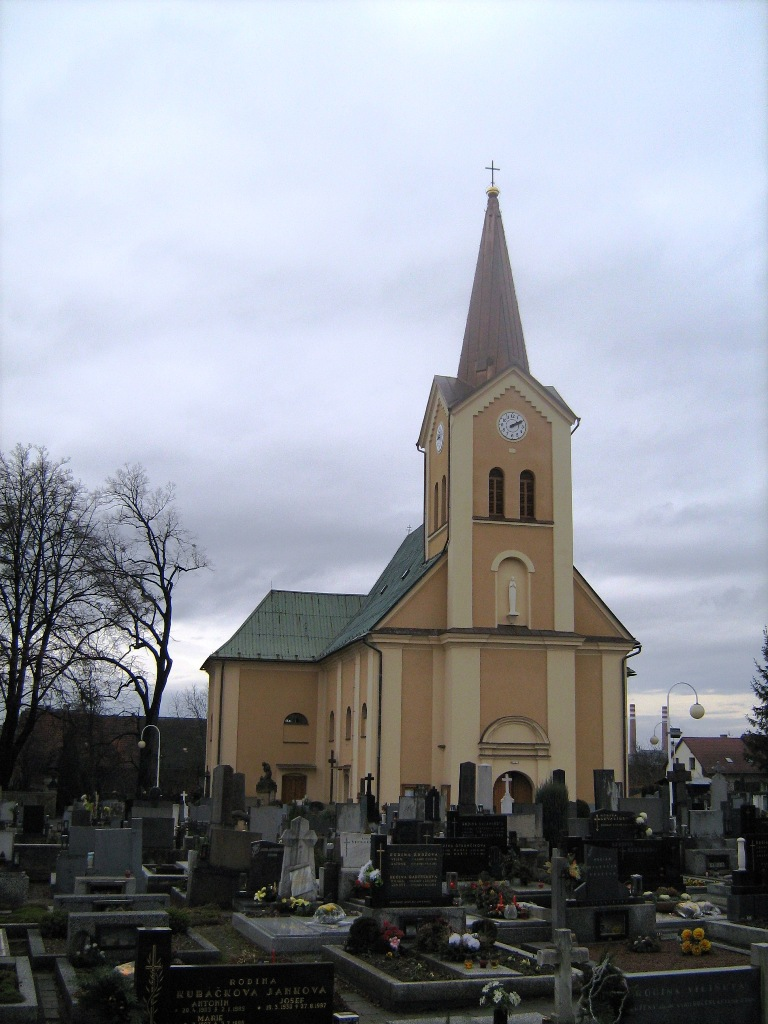
Kostel Nanebevzetí Panny Marie
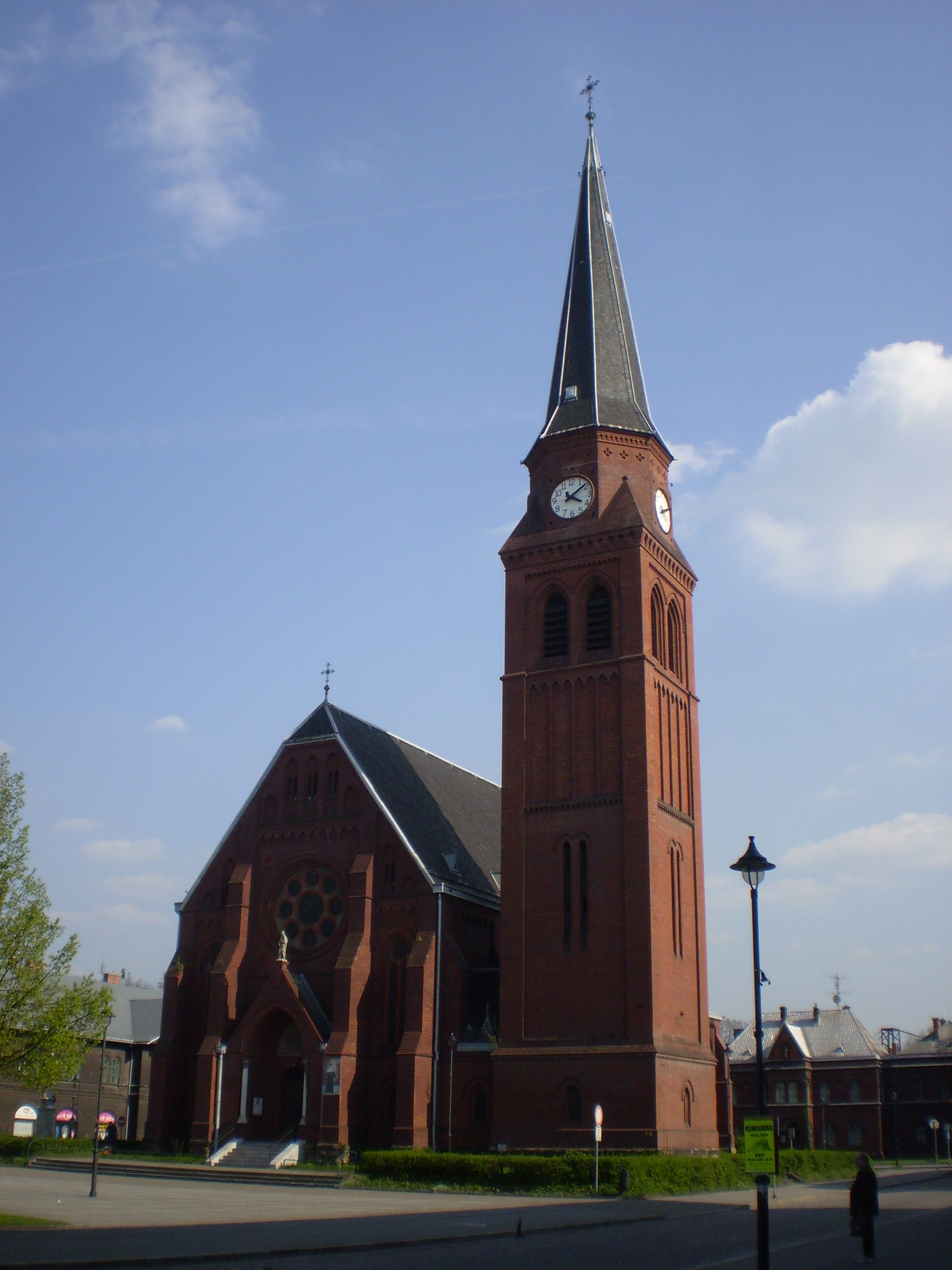
Kostel svatého Pavla
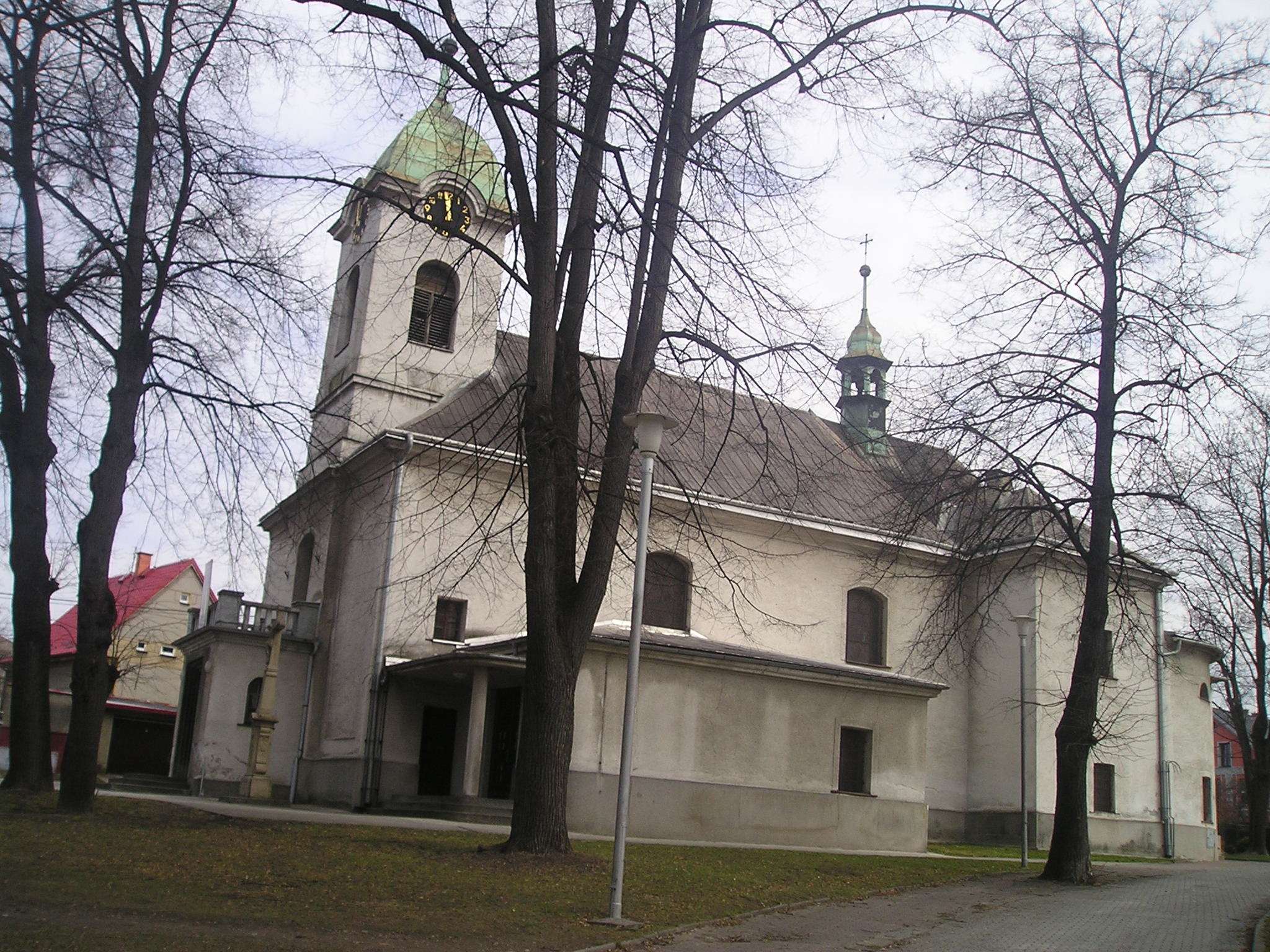
Kostel Navštívení Panny Marie